# ブラック・ライダー
『ブラック・ライダー』（Buck and the Preacher）は1972年のアメリカ合衆国の西部劇映画。
俳優シドニー・ポワチエの初監督作品で、出演はシドニー・ポワチエとハリー・ベラフォンテなど。
南北戦争直後の米国を舞台に、南部から西部に自由を求めてやって来た黒人移住者が白人の偏見や暴力と戦いながら目的を達するまでを描いている。
ブルース・ミュージシャンのソニー・テリーらが、ジャズ界の巨匠ベニー・カーター作曲で演奏。

## ストーリー
南北戦争直後、自由を求めて米南部ルイジアナ州から西部にやって来た黒人移住者たちは、彼らを元の農園に引きずり戻そうとする無法者の白人グループによる略奪・暴行・殺害の被害を受けていた。移住者たちのガイドを務めているバックは白人グループのリーダーであるディシェイに執拗に狙われながらも、移住者たちを守るために必死に戦っていた。そんなある日、巡回牧師を名乗るラザフォードはバックと知り合い、成り行きからバックを手伝うことになる。
バックとラザフォードは協力してディシェイを倒し、さらにバックの妻ルースやインディアンたちの協力を得ながら、何とか追っ手を追い払うことに成功し、黒人移住者たちは無事に目的地に到達する。

## キャスト
| 役名                                            | 俳優                     | 日本語吹替                           |
| 役名                                            | 俳優                     | フジテレビ版                         |
| ----------------------------------------------- | ------------------------ | ------------------------------------ |
| バック （元北軍騎兵隊軍曹のガイド）             | シドニー・ポワチエ       | 田中信夫                             |
| ウィリス・ラザフォード （巡回牧師）             | ハリー・ベラフォンテ     | 内海賢二                             |
| ディシェイ （バックを追う無法者たちのリーダー） | キャメロン・ミッチェル   | 北山年夫                             |
| ルース （バックの妻）                           | ルビー・ディー           | 小谷野美智子                         |
| シェリフ                                        | ジョン・ケリー           | 大宮悌二                             |
| キングストン                                    | ジェームズ・マクイーチン | 渡部猛                               |
| シンシェー                                      | ジュリー・ロビンソン     | 沼波輝枝                             |
| 酋長                                            | エンリケ・ルセロ         | 飯塚昭三                             |
| トビー                                          | デニス・ハインズ         | 柳田洋                               |
| ローガン                                        | ロン・フレッチャー       | 上田敏也                             |
| サラ                                            | リン・ハミルトン         | 島木綿子                             |
| 呪師                                            |                          | 杉田俊也                             |
|                                                 |                          |                                      |
| 演出                                            | 演出                     | 小林守夫                             |
| 翻訳                                            | 翻訳                     | 飯嶋永昭                             |
| 効果                                            |                          |                                      |
| 調整                                            | 調整                     | 平野富夫                             |
| 制作                                            | 制作                     | 東北新社                             |
| 解説                                            | 解説                     | 高島忠夫                             |
| 初回放送                                        | 初回放送                 | 1978年3月24日 『ゴールデン洋画劇場』 |